# Debub
Debub je jedna od šest regija u Eritreji. 

## Zemljopis
Regija Debub nalazi se u središnjem zapadnom dijelu države na granici s Etiopijom. Graniči s eritrejskim regijama Gash-Barka na sjeverozapadu, Maekel na sjeveru i Sjevernom crvenomorskom regijom na istoku. Regija se prostire na 8000 km² te je po površini peta eritrejska regija. Glavni grad regije je Mendefera a ostali veći gradovi su Adi Keyh, Adi Quala, Dekemhare, Debarwa i Senafe

## Demografija
U regiji živi 1.476.765 stanovnika, dok je prosječna gustoća naseljenosti 185 stanovnika na km². Prema podacima iz 2006. godine u regiji je živjelo 1.088.000 stanovnika.

## Administrativna podjela
Regija je podjeljena na 14 distrikta:
- Adi Keyh
- Adi Quala
- Areza
- Debarwa
- Dekemhare
- Hadidia
- Kudo Be'ur
- Mai-Mne
- Mendefera
- Segeneiti
- Senafe
- Tera-Emni
- Tsorona
- Shiketi